# Gymnothorax obesus
Gymnothorax obesus är en fiskart som först beskrevs av Gilbert Percy Whitley 1932.  Gymnothorax obesus ingår i släktet Gymnothorax och familjen Muraenidae. Inga underarter finns listade i Catalogue of Life.